# Latham Castle
Latham Castle (* 27. Februar 1900 in Sandwich, DeKalb County, Illinois; † 10. März 1986) war ein US-amerikanischer Jurist und Politiker. Er amtierte von 1952 bis 1959 als Attorney General des Bundesstaates Illinois und anschließend nach seiner Berufung durch Präsident Dwight D. Eisenhower bis 1970 als Bundesrichter.

## Werdegang
Nach seinem Schulabschluss diente Latham Castle in der Endphase des Ersten Weltkrieges als Soldat in der US Army. Anschließend besuchte er die Northwestern University in Chicago und erwarb an der dortigen Law School 1924 den Bachelor of Laws, woraufhin er in Sandwich als Jurist zu praktizieren begann. Von 1925 bis 1928 fungierte er dort als städtischer Prozessanwalt. Ein vergleichbares Amt hatte er im Jahr 1928 als Corporation Counsel in Sycamore inne. Zwischen 1928 und 1940 war Castle Staatsanwalt im DeKalb County sowie von 1940 bis 1942 stellvertretender Attorney General von Illinois. Anschließend wurde er Richter am Bezirksgericht im DeKalb County und verblieb in dieser Position bis 1952.
In diesem Jahr bewarb sich Castle erfolgreich um die Nominierung der Republikanischen Partei für das Amt des Attorney General von Illinois. Danach setzte er sich bei der Wahl mit 52:47 Prozent gegen den demokratischen Amtsinhaber Ivan A. Elliott durch. Vier Jahre später gelang ihm mit einem Stimmenanteil von knapp 55 Prozent die Wiederwahl gegen James O’Keefe. Er beendete seine zweite vierjährige Amtszeit aber nicht, weil er am 26. Februar 1959 von Präsident Eisenhower zum Richter am Bundesberufungsgericht für den siebten Gerichtskreis ernannt wurde. Die Bestätigung durch den US-Senat erfolgte am 29. April desselben Jahres, woraufhin Castle einen Tag darauf die Nachfolge des verstorbenen Philip J. Finnegan antreten konnte. Ab 1968 war er Vorsitzender (Chief Judge) an dem für die Bundesstaaten Illinois, Indiana und Wisconsin zuständigen Bundesgericht, ehe er am 28. Februar 1970 in den Senior Status wechselte und damit faktisch in den Ruhestand ging. Sein Nachfolger wurde Robert Arthur Sprecher. Latham Castle verstarb am 10. März 1986 in seinem Heimatort Sandwich und wurde auf dem dortigen Oak Ridge Cemetery beigesetzt.